# Staden vid vattnet
Staden vid vattnet är en svensk kortfilm från 1955 i regi av Lars-Eric Kjellgren. Filmen visar bilder från Stockholm.

### Fotnoter
1. ↑  ”Staden vid vattnet”. Svensk Filmdatabas. http://sfi.se/sv/svensk-filmdatabas/Item/?itemid=59522&type=MOVIE&iv=Basic&ref=/templates/SwedishFilmSearchResult.aspx?id%3d1225%26epslanguage%3dsv%26searchword%3dstaden+vid+vattnet%26type%3dMovieTitle%26match%3dBegin%26page%3d1%26prom%3dFalse. Läst 22 mars 2013.